# Dario Barbosa
Dario Barbosa (Porto Alegre, 21 luglio 1882 – Porto Alegre, 25 settembre 1965) è stato un tiratore a segno brasiliano.

## Palmarès

### Olimpiadi
- 1 medaglia:
  - 1 bronzo (Anversa 1920 nella pistola libera a squadre)